# Дьюла Юхас
Дьюла Юхас (угор. Juhász Gyula; 4 квітня 1883 — 6 квітня 1937) — угорський поет, лауреат премії Баумгартен.
Закінчив церковноприходську школу в Сегеді у 1902 році. Навчався в Будапештському університеті разом Міхаєм Бабічем, також відомим представником угорської літератури. З 1912 року викладав латинь у школі. Був прихильником соціал-демократичного руху. Перші вірші були опубліковані в 1899 році у Сегедській місцевій газеті.
Мав депресію. Намагався кілька разів накласти на себе руки. Першу спробу вчинив 9 лютого 1907 року, Дьюла тоді зник з міста на кілька днів. 1928 року йому було призначено невелика щомісячна пенсія. 1929-го одним з перших здобув премію Баумгартена. У тридцяті роки лікувався в психіатричних клініках. Останню спробу самогубства зробив 6 квітня 1937. Прийняв смертельну дозу вероналу.
Поезія Дьюли Юхаса була сповнена смутку, туги та песимістичного настрою. За поетичним стилем йому були близькі імпресіоністи та символісти. Частина лірики Юхас звернена до Анни, нерозділеного кохання поета, угорської актриси Анни Шарвар (угор. Anna Sárvári). Дуже популярним був патріотичний вірш Magyar Nyár (Угорське літо), у якому автор висловив всі свої революційні погляди та надії.

## Спадок
- До 100-річчя від дня народження поета була випущена пам'ятна марка[5]
- Педагогічному інституту в рідному місті поета, Сегеді, присвоєно ім'я Дьюли Юхаса[6]
- Його ім'ям названа вулиця в місті Секешфехервар[7]